# 801
801 (DCCCI) je bilo navadno leto, ki se je po julijanskem koledarju začelo na petek.

## Dogodki
- 1. januar

## Rojstva
- - al-Kindi, arabski filozof, učenjak, matematik, († 873)